# Graeme Obree
Douglas Graeme Obree (Nuneaton, 11 de septiembre de 1965) es un deportista británico que compitió en ciclismo en la modalidad de pista, especialista en la prueba de persecución individual. Batió dos veces el récord de la hora mundial, en julio de 1993 y en abril de 1995.
Ganó dos medallas de oro en el Campeonato Mundial de Ciclismo en Pista entre los años 1993 y 1995.
En el año 2006 su vida fue llevada a la gran pantalla en la película El escocés volador.
Obree fue incluido en el Salón de la Fama del Deporte de Escocia en marzo de 2010.

## Medallero internacional
| Campeonato Mundial | Campeonato Mundial | Campeonato Mundial | Campeonato Mundial     |
| Año                | Lugar              | Medalla            | Competición            |
| ------------------ | ------------------ | ------------------ | ---------------------- |
| 1993               | Hamar ( Noruega)   | Medalla de oro     | Persecución individual |
| 1995               | Bogotá ( Colombia) | Medalla de oro     | Persecución individual |

## Palmarés

### Pista
1993
- Campeonato Mundial Persecución
- Récord de la hora (51.596 km)

1994
- Récord de la hora (52.713 km)

1995
- Campeonato Mundial Persecución

1997
- Campeonato del Reino Unido Contrarreloj

### Ruta
1997
- Campeonato del Reino Unido Contrarreloj